# HIV Drug Resistance Database
HIV Drug Resistance Database, également appelée Stanford HIV RT and Protease Sequence Database est une base de données de l'université Stanford qui recense 93 mutations du VIH. Elle est compilée en 2008, référençant 93 mutations, après sa compilation initiale de 2007 qui en comptait 80. La dernière liste utilise d'autres données de laboratoires en Europe, Canada et États-Unis d'Amérique dont 15 000 séquences de personnes non traitées.